# Dennis Mizzi
Dennis Mizzi (19 mei 1964) is een voormalig profvoetballer uit Malta, die speelde als aanvallende middenvelder gedurende zijn carrière. Hij beëindigde zijn loopbaan in 1992 bij de Maltese club Hamrun Spartans.

## Interlandcarrière
Mizzi speelde twaalf interlands voor de Maltese nationale ploeg, en maakte twee doelpunten (twee rake strafschoppen) voor zijn vaderland in de periode 1984-1987. Hij maakte zijn debuut op 31 oktober 1984 in het WK-kwalificatieduel tegen Tsjechoslowakije (4-0) in Praag. Hij viel in die wedstrijd na tachtig minuten in voor Charlie Muscat. Zijn twaalfde en laatste interland speelde Mizzi op 20 december 1987, toen hij na zeventig minuten werd vervangen door Michael Degiorgio in de EK-kwalificatiewedstrijd tegen Portugal (0-1) in Ta' Qali.
| Interlanddoelpunten | Interlanddoelpunten | Interlanddoelpunten | Interlanddoelpunten | Interlanddoelpunten | Interlanddoelpunten | Interlanddoelpunten | Interlanddoelpunten |
| #                   | Datum               | Locatie             | Wedstrijd           | Goal(s)             | Score               | Uitslag             | Wedstrijd           |
| ------------------- | ------------------- | ------------------- | ------------------- | ------------------- | ------------------- | ------------------- | ------------------- |
| 1                   | 29/03/1987          | Funchal             | Portugal – Malta    | 23' (pen.)          | 1 – 1               | 2 – 2               | EK-kwalificatie     |
| 2                   | 02/12/1987          | Haifa               | Israël – Malta      | 44' (pen.)          | 1 – 1               | 1 – 1               | Oefeninterland      |